# 프랜 크랜즈
프랜 크랜즈(Fran Kranz, 1981년 7월 13일 ~ )는 미국의 배우이다.

## 출연 작품

### 영화
- 도니 다코 (2001)
- 트레이닝 데이 (2001)
- 오렌지 카운티 (2002)
- 매치스틱 맨 (2003)
- 빌리지 (2004)
- Admissions (2004)
- Mr. 히치 - 당신을 위한 데이트 코치 (2005)
- 책 속에 오르가즘이 있다 (2006, Bickford Shmeckler's Cool Ideas)
- The Night of the White Pants (2006)
- 위험한 댄싱걸 (2006, Whirlygirl)
- The TV Set (2006)
- 블러드 헌터 (2007)
- Careless (2007)
- 셰이즈 오브 레이 (2008, Shades of Ray)
- Wieners (2008)
- Homeland (2009)
- 윔피 키드 2 (2011)
- 캐빈 인 더 우즈 (2011)
- 헛소동 (2012, Much Ado About Nothing)
- Seasick Sailor (2013) - 단편
- The Lord of Catan (2014) - 단편
- Lust for Love (2014)
- The Living (2014)
- 고양이 살인사건 (2014)
- 블러드서킹 바스터즈 (2015)
- Exposed (2015)
- 모하비 (2015)
- 환생 (2016, Rebirth)
- A Midsummer Night's Dream (2017)
- 다크타워: 희망의 탑 (2017)
- 당신이 살인자일지도 모른다 (2018)
- 100번째 거짓말: 거짓말쟁이의 사랑법 (2018, The Truth About Lies)
- 정글랜드 (2019)
- 매스 (2021)

### 텔레비전
- 인형의 집 (2009)